# Liste der Einträge im National Register of Historic Places im Vernon County (Missouri)

Lage des Vernon Countys in Missouri

Die Liste der Einträge im National Register of Historic Places im Vernon County in Missouri führt die Bauwerke und historischen Stätten im Vernon County auf, die in das National Register of Historic Places aufgenommen wurden.

## Legende
| NRHP | Historic Place             |
| NHL  | National Historic Landmark |

## Aktuelle Einträge
| [ 3 ] | Name                                                 | Bild                                                 | Eintragsdatum        | Lage | Ort        | Beschreibung |
| ----- | ---------------------------------------------------- | ---------------------------------------------------- | -------------------- | --- | ---------- | ------------ |
| 1     | Brown Archeological Site                             |                                                      | 1971 ID-Nr. 71000480 | Adresse nicht veröffentlicht                                                                             | Fair Haven |              |
| 2     | Carrington Osage Village Site                        | Carrington Osage Village Site                        | 1966 ID-Nr. 66000425 | Adresse nicht veröffentlicht                                                                             | Nevada     |              |
| 3     | Coal Pit Archeological Site                          |                                                      | 1971 ID-Nr. 71000479 | Adresse nicht veröffentlicht                                                                             | Arthur     |              |
| 4     | Halleys Bluff Site                                   |                                                      | 1974 ID-Nr. 74001091 | Adresse nicht veröffentlicht                                                                             | Shell City |              |
| 5     | Infirmary Building, Missouri State Hospital Number 3 | Infirmary Building, Missouri State Hospital Number 3 | 2005 ID-Nr. 05001330 | 2095 North Ash Street 37° 51′ 45″ N, 94° 21′ 34″ W                                                       | Nevada     |              |
| 6     | Vernon County Courthouse                             | Vernon County Courthouse                             | 1997 ID-Nr. 97000630 | Abgegrenzt durch Cherry Street, Cedar Street, Walnut Street und Main Street 37° 50′ 19″ N, 94° 21′ 26″ W | Nevada     |              |
| 7     | Vernon County Jail, Sheriff's House and Office       | Vernon County Jail, Sheriff's House and Office       | 1977 ID-Nr. 77000816 | 229 North Main Street 37° 50′ 22″ N, 94° 21′ 17″ W                                                       | Nevada     |              |